# Akodon polopi
Akodon polopi — вид мишоподібних гризунів підродини Sigmodontinae (Сигмазубових).

## Етимологія
Видовий термін стосується імені теріолога Хайме Хосе Полопа ісп. Jaime José Polop, дослідника з Національного університету Ріо-Куарто (Кордоба, Аргентина) за цінний внесок у розуміння екології Сигмазубових.

## Опис
Серед діагностичних ознак є коричневе забарвлення спинного хутра (може бути світліше на боках), підборіддя з невеликою, але виразною білою плямою (іноді відсутня) і хвіст (іноді двоколірний) становить приблизно 70% від довжини тіла і голови. Його розмір є середнім у роду.

## Поширення
Цей гризун відомий тільки з високогірних пасовищ поблизу деяких міст в провінції Кордоба в центральній частині Аргентини.